# Rhyacophila transquilla
Rhyacophila transquilla là một loài Trichoptera trong họ Rhyacophilidae. Chúng phân bố ở miền Cổ bắc.